# ウスバカミキリ

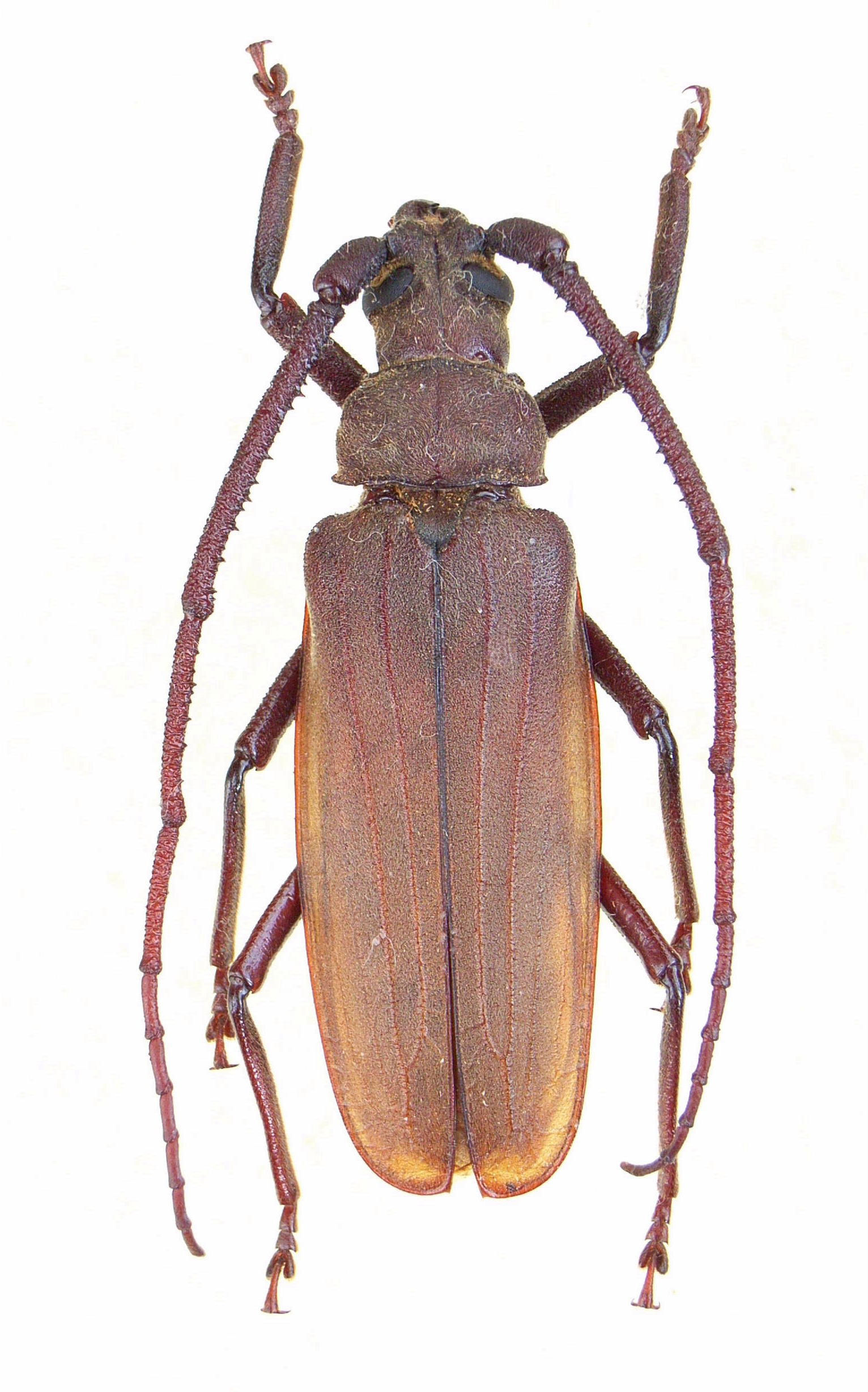
ウスバカミキリの雄

ウスバカミキリ（薄翅天牛、薄翅髪切、Megopis sinica）は、鞘翅目カミキリムシ科に属するカミキリムシである。身は食用になる。

## 形態
本種の和名は上翅の厚みが薄く、透けたように見えることに由来する。
日本産のカミキリムシではシロスジカミキリ、ミヤマカミキリ と並ぶ最大種で、体長は30〜58mmに達する。ただし体格の個体変異が大きく、大きなメスは60mm近くになるが、小さいオスは30mm程度にとどまる。
体は全体にやや扁平。頭部〜前胸背板は荒い点刻が密生する。フトカミキリ亜科のシロスジやカミキリ亜科のミヤマと異なり、ノコギリカミキリ亜科共通の特徴として大顎は頭部下方ではなく前方を向く。メスは産卵行動以外でも産卵管が尾端から露出している。
体色は暗褐色、又は赤みがかった茶色。

## 生態
一部離島を除く日本全土に分布。成虫は5〜9月に出現、最盛期は6〜8月である。また、同じ亜属に属し近縁なトゲウスバカミキリは南西諸島と八丈島に分布し、7月下旬が成虫の活動する最盛期である。
夜行性。飛翔性が高く、灯火によく飛来する。
日中は自らが育った食樹、または産卵場所となる衰弱木や立ち枯れの洞や樹皮下に潜み、夜間それらの樹表を歩き回る。
野生状態でははっきりした後食行動が殆ど観察されないが、飼育下では果物や糖分の多い液体を食べることがある。また、尿酸からなる白いチューブ状の糞を盛んに排泄する。
気性が非常に荒く、複数の個体を同じ容器に入れるとたちまち激しく噛み合って触角や脚を欠損する。野生状態でも不完品の個体が珍しくない。
幼虫は各種広葉樹、針葉樹の衰弱木、生木枯死部、立ち枯れ、倒木の材部を食害し穿坑する。これら食樹は材木として利用されるような状態の良いものではないため、本種は他のカミキリムシのような林業上の重要害虫とは見なされない。孵化から羽化までは数年かかるとされる。終齢幼虫が何齢なのかはよくわかっていない。
ヨーロッパや世界各国では本種の仲間の幼虫がかつては食用にされ、日本でも昔、カミキリムシの幼虫を”てっぽうむし”と呼んで、食していたが、本種もその中に入っていた。ジャン・アンリ・ファーブルは自著『昆虫記』の中で、古代ローマで珍重された食材「コッスス」とは学名コッススen:Cossus_cossusのボクトウガではなくウスバカミキリ類の幼虫のことであると断定している。

## 近縁種

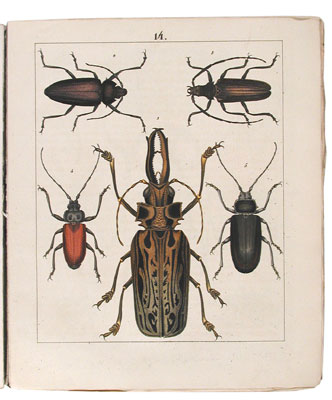
ウスバカミキリの仲間を記した画

カミキリムシ科中、頭部が前後に扁平し、大顎が下方を向くのはフトカミキリ亜科のみである。それ以外は全亜科通じて頭部が縦扁し大顎が前方を向いて備わっている。これに加え比較的近縁な２亜科＝ニセクワガタカミキリ亜科（Subfamily Parabdrinae）、及びウスバカミキリの含まれるノコギリカミキリ亜科（Subfamily Prioninae）は、頭部〜前胸関節の定位置も大顎が前方を向く角度となっている。
ニセクワガタカミキリ亜科、ノコギリカミキリ亜科、そしてハナカミキリ亜科は食樹が枯死木・枯死材、しかも比較的腐朽の進行したそれらを食樹とするため、農林業害虫と見なされにくい。またこれらの内ハナカミキリ亜科が愛好者の多さも手伝って最も研究の進んだカミキリムシのグループであるのに対し、他の２亜科はごく一部で食用とされる以外利用もされないため、益害共に関心が薄い傾向にある。こういった背景から、ノコギリカミキリ亜科の一員であるウスバカミキリは、大型・普通種でありながら未知の部分も多い。
近縁種として日本ではトゲフチオオウスバカミキリ（八重山諸島）、トゲウスバカミキリ（南西諸島、八丈島）を産する。また、ウスリーオオウスバカミキリが宮崎県で採集された記録があるが、わずか3例（しかも内2例は死骸が拾われただけ）であり、土着個体かどうか疑問がある。
近縁種はノコギリカミキリや、大型の甲虫としては珍しく寒冷地に分布するウスリーオオウスバカミキリ、前翅が長くなく、後翅と腹部が見えているコバネカミキリに、カミキリムシ特有の発音が出来ないクロカミキリなどがいる。
南半球の熱帯雨林には多種多様な種が多く、アゴヒゲウスバカミキリのように大顎に毛が密集した種や、オオキバウスバカミキリのような大顎が巨大な種に、タイタンオオウスバカミキリという世界最大種のようなものまで、非常に数が多い。